# جون هاريسون أودونيل
جون هاريسون أودونيل هو سياسي كندي، ولد في 7 أبريل 1838 في كندا، وتوفي في 26 أكتوبر 1912 في وينيبيغ في كندا.